# Anton Chupkov
Pour les articles homonymes, voir Anton Chupkov (homonymie).
Anton Chupkov ou Anton Mikhaïlovitch Tchoupkov (russe : Антон Михайлович Чупков), né le 22 février 1997 à Moscou, est un nageur russe. Il remporte la médaille de bronze du 200 m brasse aux Jeux olympiques d'été de 2016 à Rio de Janeiro. Le 27 juillet 2017, il signe le meilleur temps demi-finales du 200 mètres brasse aux Championnats du Monde de Budapest en battant le record d'Europe en 2 min 7 s 14 et signe le meilleur temps.

## Palmarès

### Jeux olympiques
- Jeux olympiques de 2016 à Rio de Janeiro (Brésil) :
  -  Médaille de bronze sur 200 m brasse

- Jeux olympiques de 2020 à Tokyo (Japon) :
  - 4e sur 200 m brasse

### Championnats du monde
Grand bassin
- Championnats du monde 2017 à Budapest (Hongrie) :
  -  Médaille d'or du 200 m brasse
  -  Médaille de bronze du relais 4 × 100 m quatre nages (participe uniquement aux séries)
- Championnats du monde 2019 à Gwangju (Corée du Sud) :
  -  Médaille d'or du 200 m brasse
  -  Médaille de bronze du relais 4 × 100 m quatre nages (participe uniquement aux séries)

### Championnats d'Europe
Grand bassin
- Championnats d'Europe 2018 à Glasgow (Royaume-Uni) :
  -  Médaille d'or du 200 m brasse
  -  Médaille de bronze du 100 m brasse
- Championnats d'Europe de natation 2020 à Budapest (Hongrie):
  -  Médaille d'or du 200 m brasse